# Bulbophyllum kuanwuense
Bulbophyllum kuanwuense är en orkidéart som beskrevs av Shih Wen Chung och T.C.Hsu. Bulbophyllum kuanwuense ingår i släktet Bulbophyllum och familjen orkidéer. Inga underarter finns listade i Catalogue of Life.